# استودیوی فیلم‌های انیمیشنی

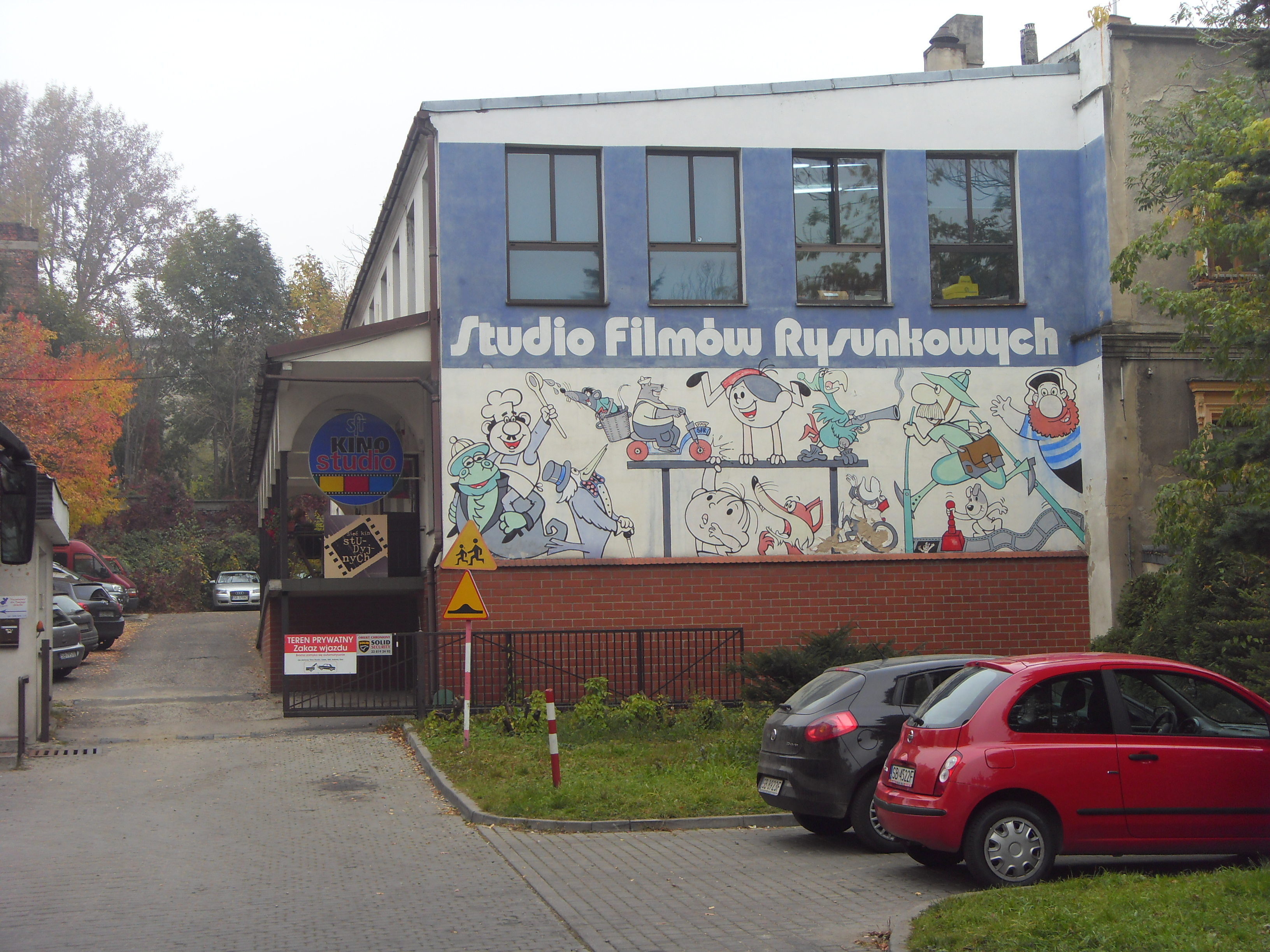
استودیوی فیلم‌های انیمیشنی

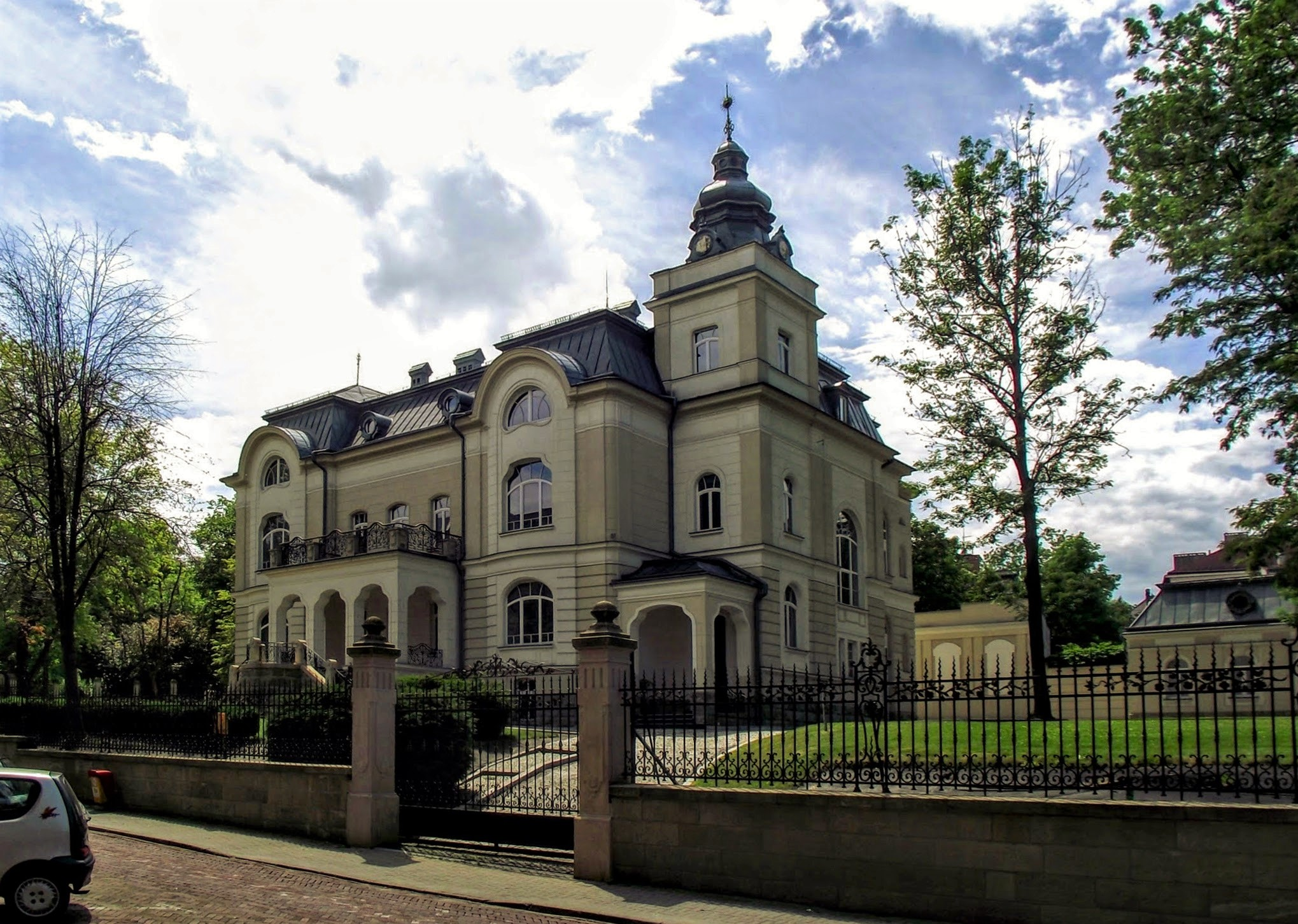
ساختمان اصلی پیشین این استودیو

استودیوی فیلم‌های انیمیشنی (Eksperymentalne Studio Filmów Rysunkowych) یک استودیو پویانمایی لهستانی که در شهر بیلسکو بیاوا واقع شده‌است. این استودیو به سبب تولید و ساخت دو کارتون معروف بولک و لولک و رکسیو شهرت دارد.
استودیوی فیلم‌های انیمیشنی در سال ۱۹۴۷ توسط دو برادر به نام‌های زجیسواف و ماچئی لاخور با همکاری چند اَنیماتور از جمله ووادیسواف نخربتسکی بنیان نهاده شد. این استودیو در سال ۱۹۴۸ ابتدا به ویسوا و سپس به بیلسکو بیاوا نقل مکان کرد.

## گزیده تولیدات
- بولک و لولک (۱۹۶۳–۱۹۸۶)
- رکسیو (۱۹۶۷–۱۹۹۰)